# Жані Ольт
Руксандра Катарина Владеску-Ольт (рум. Ruxandra Ekatarina Vladescu Olt), відома як Жані́ Ольт (фр. Jany Holt; 13 травня 1909, Бухарест, Румунія — 26 жовтня 2005, Нейї-сюр-Сен, Франція) — французька акторка румунського походження. За свою кар'єру виконала майже 50 кіноролей.

## Біографія
Народилася 13 травня 1909 року в Бухаресті в сім'ї адвоката. У 1926 році батьки відправили її в Париж для навчання комерційній справі. Замість цього Руксандра записалася на драматичні курси Шарля Дюллена і Габріель Фонтан. Акторську кар'єру Ольт починала в театрі як дублерка, а в 1935 році отримала власну роль у партнерстві з Рене Фальконетті.
У 1931 році Жані Ольт дебютувала в кіно у у фільмі «Чоловік в пальто». Справжня акторська кінокар'єра Ольт почалася з 1935 року, участю в фільмі Абеля Ґанса «Велике кохання Бетховена». У 1936-му вона виконала роль доньки рабина Рашель у постановці «Ґолема» Жульєна Дювів'є. У довоєнний період знялася у фільмах Жана Ренуара, П'єра Бійона, Жана Древіля, Марселя Л'Ерб'є, П'єра Шеналя.
Під час Другої світової війни Жані Ольт брала активну участь в «Опорі Мітрідат» (фр. Résistance Mithridate), за що була нагороджена Воєнним хрестом з позолоченою пальмовою гілкою.
У повоєнні роки Ольт продовжувала зніматися в кіно й на телебаченні. Працювала у фільмах Анрі Декуена, Жоржа Лакомба, Рене Клемана. Окрім того, до 1972 року продовжувала періодично виступати на театральній сцені.
Жані Ольт померла 26 жовтня 2005 року в лікарні міста Нейї-сюр-Сен неподалік від Парижа в 96-річному віці.

## Особисте життя
У 1936 році Жані Ольт одружилася з актором Марселем Даліо. Єврей на національністю, чоловік відмовився прийняти католицтво, як того вимагали батьки Ольт, тому у 1939 році пара розлучилася. У 1940 році Ольт одружилася з письменником Жаком Порелем (1893—1982).

## Фільмографія (вибіркова)
| Рік       |    | Українська назва             | Оригінальна назва                   | Роль                                       |
| --------- | -- | ---------------------------- | ----------------------------------- | ------------------------------------------ |
| 1931      | ф  | Чоловік в пальто             | Un homme en habit                   | Нінетт                                     |
| 1935      | ф  | Зелене доміно                | Le domino vert                      | Лілі Брюк'є                                |
| 1936      | ф  | Ґолем                        | Le golem                            | Рашель                                     |
| 1936      | ф  | Велике кохання Бетховена     | Un grand amour de Beethoven         | Жульєтта Ґвічарді                          |
| 1936      | ф  | На дні                       | Les bas-fonds                       | Настя                                      |
| 1937      | ф  | Південний поштовий           | Courrier Sud                        | Женев'єва                                  |
| 1937      | ф  | Алібі                        | L'alibi                             | Елен Ардуан                                |
| 1937      | ф  | Трагедія імперії             | La tragédie impériale               | Ґруссіна                                   |
| 1938      | ф  | Рай Сатани                   | Le paradis de Satan                 | Франческа                                  |
| 1938      | ф  | Мальтійський будинок         | La maison du Maltais                | Грета                                      |
| 1942      | ф  | Андорра або чоловіки Айрайна | Andorra ou les hommes d'Airain      | Кончіта Аснуррі                            |
| 1943      | ф  | Барон-привид                 | Le baron fantôme                    | Анна                                       |
| 1943      | ф  | Янголи гріха                 | Les anges du péché                  | Тереза                                     |
| 1944      | ф  | Наречена пітьми              | La fiancée des ténèbres             | Сільвія                                    |
| 1945      | ф  | Фарандола                    | Farandole                           | Маріанна                                   |
| 1946      | ф  | Спеціальна місія             | Mission spéciale                    | Еммі де Велдер, німецька шпигунка          |
| 1946      | ф  | Країна без зірок             | Le pays sans étoiles                | Катрін Ле Келлец Кейлек / Аурелія Талакаюд |
| 1946      | ф  | Чутки                        | Rumeurs                             | Аліна                                      |
| 1947      | ф  | Контр-опитування             | Contre-enquête                      | Жинетт                                     |
| 1947      | ф  | Не винен                     | Non coupable                        | Мадлен Боден                               |
| 1949      | ф  | Ешафот може почекати         | L'échafaud peut attendre            | Елен Боннар                                |
| 1949      | ф  | Доктор Леннек                | Docteur Laennec                     | Мадлен Бейль                               |
| 1949      | ф  | Мадемуазель де ля Ферте      | Mademoiselle de la Ferté            | Анна де ла Ферте                           |
| 1950      | ф  | Тхір                         | Le furet                            | Сесілія                                    |
| 1952      | ф  | Зелена рукавичка             | The Green Glove                     | графиня                                    |
| 1956      | ф  | Жервеза                      | Gervaise                            | мадам Лор'є, сестра Анрі                   |
| 1956      | ф  | Непокірні                    | Les insoumises                      | Сільвія                                    |
| 1961      | тф | Егмонт                       | Egmont                              |                                            |
| 1962      | с  | Інспектор Леклерк розслідує  | L'inspecteur Leclerc enquête        |                                            |
| 1966—1986 | с  | У театрі сьогодні ввечері    | Au théâtre ce soir                  | Емма                                       |
| 1967—1990 | с  | Розслідування комісара Мегре | Les enquêtes du commissaire Maigret | мадемуазель Поре                           |
| 1972      | ф  | Час для кохання              | A Time for Loving                   | мадам Дютарр-Дюброі, мати Марселя          |
| 1973      | ф  | Хаос                         | Le grabuge                          | мати                                       |
| 1978      | ф  | Жінка-лівша                  | Die linkshändige Frau               | жінка в місці зустрічі                     |
| 1985      | ф  | Мішень                       | Target                              | Власниця особняка Марі Луї                 |
| 1987      | ф  | Бракуюча ланка               | La passerelle                       | Мамінуш                                    |
| 1987      | ф  | Саксофон                     | Saxo                                | Мейша                                      |
| 1993      | ф  | Молодь рулить!               | Roulez jeunesse!                    | Сара                                       |
| 1993      | ф  | Метиска                      | Métisse                             | бабуся Фелікса                             |
| 1995      | ф  | Чорний, як спогад            | Noir comme le souvenir              | Женев'єва                                  |